# Muladona
Una muladona o donamula és un ser fantàstic de la mitologia catalana.
La muladona era una donzella que per irreverent i gens religiosa va ser damnada a tornar-se mula, de manera que, sobretot de nit, vagava per les muntanyes, afegint-se als grups de traginers amb les seves mules. Amb la seva presència les mules s'espantaven i esvalotaven fins al punt que podien caure penya-segat avall i perdre la vida. D'aspecte podia semblar com les altres mules però era més destralera; la seva crin era de dona i la seva cara tot i no deixar de ser de mula tenia un deix humà. Sempre se la representava amb els quatre unglots però a vegades amb les dues potes al davant sortint-li d'un tòrax situat on la mula hauria de tenir el coll. Sempre se la representa amb pits que deixessin patent la seva condició de dona. Els traginers donaven per menjar a les mules uns panellets amb la forma de la donamula tot convençuts així que no s'espantarien encara que aparegués i les bèsties farien com si no hi fos. Tot i així, durant la marxa comptaven els caps que tenien no fos cas que se'ls hi hagués barrejat sense adonar-se'n i ho acabessin pagant car.